# Цуґару (Аоморі)

40°48′32″ пн. ш. 140°22′48″ сх. д. / 40.80889° пн. ш. 140.38000° сх. д.
Цуґа́ру (яп. つがる市, つがるし, МФА: [t͡sugaɾu ɕi̥]) — місто в Японії, в префектурі Аоморі.

## Короткі відомості
Розташоване в західній частині префектури Аоморі, на теренах Цуґарської рівнини, на західному березі Цуґарського півострова. Виникло на основі сільських поселень раннього нового часу. Засноване 2 листопада 2005 року шляхом об'єднання містечка Кідзукурі з селами Моріта, Касіва, Інаґакі, Сярікі. Основною економіки є сільське господарство, рисівництво, вирощування яблук. Станом на 1 жовтня 2007 площа міста становила 253,85 км². Станом на 1 липня 2008 населення міста становило 38 528 осіб.